# Tomasz (Joseph)
Tomasz, nazwisko świeckie Joseph (ur. 1953 w Paterson) – duchowny prawosławnego Patriarchatu Antiocheńskiego, od 2004 biskup Oakland, Charleston i Środkowego Atlantyku.

## Życiorys
W 1988 został wyświęcony na diakona. Święcenia kapłańskie przyjął 28 sierpnia 1994. 15 lutego 2004 został podniesiony do godności archimandryty. Chirotonię biskupią otrzymał 5 grudnia 2004 (?).